# Gustav Falkenberg
Gustav Falkenberg (* 16. August 1870 in Vorwerk Wassergrund; † im 20. Jahrhundert) war ein deutscher Lehrer und Politiker (DNVP).
Er war ein Sohn des Gutsinspektors Karl Falkenberg und durchlief eine Berufsausbildung als Lehrer auf der Präparandenanstalt in Jastrow sowie dem Seminar in Preußisch-Friedland. 1890 wurde er zweiter Lehrer in Czerniau, Kreis Danziger Höhe und dann Lehrer in der einklassigen Volksschule in Groß-Bölkau, Kreis Danziger Höhe. 1903 legte er das Mittelschullehrer- und Rektor-Examen ab und wurde Lehrer an der Danziger St.-Katharinen-Mittelschule. 1910 wurde er Rektor an der Volksschule auf dem Petri-Kirchhof.
In der Freien Stadt Danzig schloss er sich der DNVP  an und war für diese seit 1919 Stadtverordneter und von 1923 bis 1930 Mitglied im Volkstag.